# 두루미속
두루미속은 두루미과의 한 과이다.

## 종
- 시베리아흰두루미 (Grus leucogeranus)
- 캐나다두루미 (Grus canadensis)
  - 새끼캐나다두루미 (Grus (canadensis) canadensis)
  - 큰캐나다두루미 (Grus (canadensis) pratensis)
- 재두루미 (Grus vipio)
- 큰두루미 (Grus antigone)
- 브롤가 (Grus rubicunda)
- 두루미 (Grus japonensis)
- 미국흰두루미 (Grus americana)
- 검은목두루미 (Grus grus)
- 흑두루미 (Grus monacha)
- 검은꼬리두루미 (Grus nigricollis)